# Aivitumiut
Aivitumiut /=whaling place people/, jedno od eskimskih plemena s poluotoka Labrador u Kanadi u blizini Rigoleta kod Hamilton Inleta, provincija Newfoundland and Labrador. 
Ne smiju se brkati s Avitumiut Eskimima oko Hopedalea.